# La Rançon de la gloire (téléfilm)
Pour les articles homonymes, voir La Rançon de la gloire.
La Rançon de la gloire (Lip Service ou Pop Star) est un téléfilm américain réalisé par Carlos Portugal, et diffusée le 15 juin 2013 sur Lifetime Movie Network et en France le 28 mai 2013 sur M6.

## Synopsis
Roxie Santos rêve de devenir une chanteuse reconnue et chante dans un petit groupe qu'elle a créé avec son frère Frank. Lorsqu'un soir, elle croise le célèbre producteur Eddie Marz, Roxie saisit sa chance et se voit proposer de faire la voix de Sienna Montez le temps de la conception de son album. Starlette capricieuse et surmédiatisée, Sienna ne sait pas placer une note juste.

## Fiche technique
- Titre français : La Rançon de la gloire
- Titre original : Lip Service
- Réalisation : Carlos Portugal
- Scénario : Chris Franco, Charo Toledo, Robin Bain (en) et Carlos Portugal
- Photographie : Kira Kelly
- Durée : 90 minutes
- Pays d'origine :  États-Unis

## Distribution
- Christian Serratos : Roxie Santos
- Ross Thomas : Eddie Marz
- Rachele Brooke Smith : Sienna Montez
- Robert Adamson : Nick Martin
- Walter Pérez : Frank Santos
- Summer Bishil : Priscilla Santos
- Eric Roberts : Mr. Esposito
- Braxton Davis : Freddy Franco
- Michael Cline : Lucian
- Briana Lane (en) : Yvette